# Emilio Sánchez Vicario
Emilio Sánchez Vicario (Madrid, 29 de maig de 1965) és un tennista espanyol, ja retirat, que al llarg de la seva carrera destacà en categoria de dobles guanyant cinc títols del Grand Slam, una medalla d'argent olímpica, 50 títols, i fou número 1 del rànquing. En categoria individual va guanyar 15 títols i arribà al número 7 del rànquing. És el germà gran de la família de tennistes Sánchez Vicario, entre els quals destaca la seva germana Arantxa.
En retirar-se de la competició activa actuà d'entrenador, aconseguint guanyar la Copa Davis l'any 2008 sent capità de l'equip espanyol.

## Biografia
Va néixer el 29 de maig de 1965 a la ciutat de Madrid. És germà dels també tennistes Arantxa i Javier Sánchez Vicario.
Va crear una escola de tennis junt al seu company de dobles Sergio Casal. També ha realitzat tasques de comentarista de tennis a Televisió Espanyola. El 2009 va signar un contracte amb la federació brasilera de tennis per treballar com a coordinador d'aquest esport al Brasil.

## Torneigs de Grand Slam

### Dobles: 4 (3−1)
| Resultat  | Núm. | Any  | Torneig       | Parella      | Oponents                      | Marcador                      |
| --------- | ---- | ---- | ------------- | ------------ | ----------------------------- | ----------------------------- |
| Finalista | 1.   | 1987 | Wimbledon     | Sergio Casal | Ken Flach Robert Seguso       | 3−6, 6−7(6), 7−6(3), 6−1, 6−4 |
| Campió    | 1.   | 1988 | Roland Garros | Andrés Gómez | John Fitzgerald Anders Järryd | 6−3, 6−7, 6−4, 6−3            |
| Campió    | 2.   | 1988 | US Open       | Sergio Casal | Rick Leach Jim Pugh           | Renúncia                      |
| Campió    | 3.   | 1990 | Roland Garros | Sergio Casal | Goran Ivanišević Petr Korda   | 7−5, 6−3                      |

### Dobles mixts: 3 (2−1)
| Resultat  | Núm. | Any  | Torneig       | Parella                 | Oponents                     | Marcador      |
| --------- | ---- | ---- | ------------- | ----------------------- | ---------------------------- | ------------- |
| Campió    | 1.   | 1987 | Roland Garros | Pam Shriver             | Lori McNeil Sherwood Stewart | 6−3, 7−6(4)   |
| Campió    | 2.   | 1987 | US Open       | Martina Navrátilová     | Betsy Nagelsen Paul Annacone | 6−4, 6−7, 7−6 |
| Finalista | 1.   | 1991 | US Open       | Arantxa Sánchez Vicario | Manon Bollegraf Tom Nijssen  | 2−6, 6−7      |

## Jocs Olímpics

### Dobles
| Any  | Campionat                          | Parella      | Oponents                | Resultat                      |
| ---- | ---------------------------------- | ------------ | ----------------------- | ----------------------------- |
| 1988 | Jocs Olímpics, Seül, Corea del Sud | Sergio Casal | Ken Flach Robert Seguso | 6−3, 6−4, 6−7(5), 6−7(1), 9−7 |

## Carrera esportiva

### Individuals
L'any 1984 va esdevenir tennista professional, i aconseguí el seu primer títol al torneig de Niça l'any 1986. Al llarg de la seva carrera guanyà 15 títols en individuals, destacant el Masters de Roma l'any 1991, i aconseguí esdevenir el jugador número 7 del món l'abril de 1990.

### Dobles
Especialista en aquesta modalitat, aconseguí el seu primer títol al Torneig de Múnic l'any 1985, fent parella amb Sergio Casal, amb el qual formà una de les parelles més sòlides del tennis durant la dècada del 1980 i popularitzà el tennis a Espanya. Al llarg de la seva carrera 50 títols de dobles, destacant el Torneig de Roland Garros (amb l'equatorià Andrés Gómez) i l'Open dels Estats Units (fent parella amb Sergio Casal) l'any 1988, i novament el Torneig de Roland Garros l'any 1990 (novament amb Casal). Així mateix cal destacar que fou finalista, amb Casal, del Torneig de Wimbledon l'any 1987.

### Dobles mixts
Al llarg de la seva carrera guanyà dos títols del Gran Slam en dobles mixts, el Torneig de Roland Garros fent parella amb l'estatunidenca Pam Shriver i l'Open dels Estats Units amb Martina Navrátilová, tots dos l'any 1987.

### Copa Davis
Sánchez Vicario fou membre de l'equip espanyol de la Copa Davis durant la dècada del 19802 i fins a mitjans de la dècada del 1990, tenint un rècord de 32 victòries i 23 derrotes.

### Jocs Olímpics
Va participar, als 23 anys, en els Jocs Olímpics d'Estiu de 1988 celebrats a Seül (Corea del Sud), on el tennis retornà a la competició oficial després de seixant anys d'absència. En aquesta competició aconseguí guanyar la medalla de plata en la competició de dobles masculines fent parella amb Srgio Casal, perdent la final olímpica davant la parella nord-americana Ken Flach i Robert Segus per 3–6, 4–6, 7–6, 7–6 i 7–9. En aquests mateixos Jocs participà en la competició individual, finalitzant en dissetena posició al perdre en tercera ronda davant el neerlandès Michiel Schapers.
Participà, novament al costat de Casal, en la competició de dobles dels Jocs Olímpics d'Estiu de 1992 celebrats a Barcelona (Catalunya). En aquesta ocasió finalitzaren cinquens, al perdre en quarts de final davant la parella alemanya formada per Boris Becker i Michael Stich, que finalment aconseguirien l'or. En la competició individual també fou cinquè, en perdre en tercera ronda davant el suec Magnus Larsson.
Anteriorment havia participat en els Jocs Olímpics d'Estiu de 1984 realitzats a Los Angeles (Estats Units), on es realitzà una competició de demostració de tennis.

### Altres títols
L'any 1990 aconseguí guanyar al costat de la seva germana la Copa Hopman i el 1992 la Copa del món de tennis.

## Entrenador
L'any 2006 fou escollit per la Reial Federació Espanyola de Tennis entrenador de l'equip espanyol de la Copa Davis de tennis, aconseguint guanyar el títol l'any 2008.

## Palmarès

### Individual: 27 (15−12)
| Llegenda (pre/post 2009)                                 |
| -------------------------------------------------------- |
| Grand Slams (0−0)                                        |
| Tennis Masters Cup / ATP Finals (0−0)                    |
| ATP Masters Series / ATP World Tour Masters 1000 (1−2)   |
| ATP International Series Gold / ATP World Tour 500 (1−0) |
| ATP International Series / ATP World Tour 250 (13−10)    |

| Títols per superfície |
| --------------------- |
| Dura (2−2)            |
| Gespa (0−0)           |
| Terra batuda (13−10)  |

| Resultat  | Núm. | Data                   | Torneig                    | Superfície   | Oponent en la final    | Marcador                   |
| --------- | ---- | ---------------------- | -------------------------- | ------------ | ---------------------- | -------------------------- |
| Guanyador | 1.   | 21 d'abril de 1986     | Niça, França               | Terra batuda | Paul McName            | 6−1, 6−3                   |
| Guanyador | 2.   | 12 de maig de 1986     | Múnic, Alemanya            | Terra batuda | Ricki Osterthun        | 6−1, 6−3                   |
| Finalista | 1.   | 19 de maig de 1986     | Roma, Itàlia               | Terra batuda | Ivan Lendl             | 5−7, 6−4, 1−6, 1−6         |
| Guanyador | 3.   | 28 de juliol de 1986   | Bastad, Suècia             | Terra batuda | Mats Wilander          | 7−6(5), 4−6, 6−4           |
| Finalista | 2.   | 20 d'abril de 1987     | Niça                       | Terra batuda | Kent Carlsson          | 6−7(7), 3−6                |
| Finalista | 3.   | 15 de juny de 1987     | Bolonya, Itàlia            | Terra batuda | Kent Carlsson          | 2−6, 1−6                   |
| Guanyador | 4.   | 13 de juliol de 1987   | Gstaad, Suïssa             | Terra batuda | Ronald Agénor          | 6−2, 6−3, 7−6(5)           |
| Guanyador | 5.   | 20 de juliol de 1987   | Bordeus, França            | Terra batuda | Ronald Agénor          | 5−7, 6−4, 6−4              |
| Guanyador | 6.   | 10 d'agost de 1987     | Kitzbühel, Àustria         | Terra batuda | Miloslav Mečíř         | 6−4, 6−1, 4−6, 6−1         |
| Guanyador | 7.   | 21 de setembre de 1987 | Madrid, Espanya            | Terra batuda | Javier Sánchez Vicario | 6−3, 3−6, 6−2              |
| Finalista | 4.   | 7 de març de 1988      | Indian Wells, Estats Units | Dura         | Boris Becker           | 5−7, 4−6, 6−2, 4−6         |
| Finalista | 5.   | 13 de juny de 1988     | Bolonya (2)                | Terra batuda | Alberto Mancini        | 5−7, 6−7(4)                |
| Guanyador | 8.   | 1 d'agost de 1988      | Hilversum, Països Baixos   | Terra batuda | Guillermo Pérez Roldán | 7−6(1), 6−1, 2−6, 6−2      |
| Finalista | 6.   | 8 d'agost de 1988      | Kitzbühel                  | Terra batuda | Kent Carlsson          | 1−6, 1−6, 6−4, 6−4, 3−6    |
| Guanyador | 7.   | 31 de juliol de 1989   | Hilversum (2)              | Terra batuda | Karel Nováček          | 2−6, 4−6                   |
| Guanyador | 9.   | 7 d'agost de 1989      | Kitzbühel (2)              | Terra batuda | Martín Jaite           | 7−6(1), 6−1, 2−6, 6−2      |
| Finalista | 8.   | 2 d'octubre de 1989    | Bordeus                    | Terra batuda | Ivan Lendl             | 2−6, 4−6                   |
| Guanyador | 10.  | 8 de gener de 1990     | Wellington, Nova Zelanda   | Dura         | Richey Reneberg        | 6−7(3), 6−4, 4−6, 6−4, 6−1 |
| Guanyador | 11.  | 9 d'abril de 1990      | Estoril, Portugal          | Terra batuda | Franco Davín           | 6−3, 6−1                   |
| Guanyador | 12.  | 15 d'abril de 1991     | Barcelona, Catalunya       | Terra batuda | Sergi Bruguera         | 6−4, 6−6(6), 6−2           |
| Finalista | 9.   | 19 de maig de 1991     | Schenectady, Estats Units  | Dura         | Michael Stich          | 2−6, 4−6                   |
| Guanyador | 13.  | 20 de maig de 1991     | Roma                       | Terra batuda | Alberto Mancini        | 6−3, 6−1, 3−0, retirada    |
| Guanyador | 14.  | 15 de juliol de 1991   | Gstaad (2)                 | Terra batuda | Sergi Bruguera         | 6−1, 6−4, 6−4              |
| Finalista | 10.  | 30 de setembre de 1991 | Palerm, Itàlia             | Terra batuda | Frédéric Fontang       | 6−1, 3−6, 3−6              |
| Guanyador | 15.  | 13 de gener de 1992    | Sydney, Austràlia          | Dura         | Guy Forget             | 6−3, 6−4                   |
| Finalista | 11.  | 5 d'octubre de 1992    | Palerm (2)                 | Terra batuda | Sergi Bruguera         | 1−6, 3−6                   |
| Finalista | 12.  | 1 de novembre de 1993  | Santiago, Xile             | Terra batuda | Javier Frana           | 5−7, 6−3, 3−6              |

### Dobles: 79 (50−29)
| Llegenda (pre/post 2009)                                 |
| -------------------------------------------------------- |
| Grand Slams (3−1)                                        |
| Jocs Olímpics Argent (1)                                 |
| Tennis Masters Cup / ATP Finals (0−2)                    |
| ATP Masters Series / ATP World Tour Masters 1000 (3−0)   |
| ATP International Series Gold / ATP World Tour 500 (3−2) |
| ATP International Series / ATP World Tour 250 (41−23)    |

| Títols per superfície |
| --------------------- |
| Dura (7−8)            |
| Gespa (0−1)           |
| Terra batuda (40−17)  |
| Moqueta (3−3)         |

| Resultat  | Núm. | Data                   | Torneig                              | Superfície   | Parella                | Oponents en la final                   | Marcador                |
| --------- | ---- | ---------------------- | ------------------------------------ | ------------ | ---------------------- | -------------------------------------- | ----------------------- |
| Finalista | 1.   | 8 d'abril de 1985      | Múnic, Alemanya                      | Terra batuda | Sergio Casal           | Mark Edmondson Kim Warwick             | 6−4, 5−7, 5−7           |
| Finalista | 2.   | 22 de juliol de 1985   | Bastad, Suècia                       | Terra batuda | Sergio Casal           | Stefan Edberg Anders Järryd            | 0−6, 6−7                |
| Guanyador | 1.   | 12 d'agost de 1985     | Kitzbühel, Àustria                   | Terra batuda | Sergio Casal           | Paolo Canè Claudio Panatta             | 6−3, 3−6, 6−2           |
| Finalista | 3.   | 16 de setembre de 1985 | Palerm, Itàlia                       | Terra batuda | Sergio Casal           | Colin Dowdeswell Joakim Nyström        | 4−6, 7−6, 6−7           |
| Guanyador | 2.   | 23 de setembre de 1985 | Ginebra, Suïssa                      | Terra batuda | Sergio Casal           | Carlos Kirmayr Cassio Motta            | 6−4, 4−6, 7−5           |
| Guanyador | 3.   | 30 de setembre de 1985 | Barcelona, Catalunya                 | Terra batuda | Sergio Casal           | Jan Gunnarsson Michael Mortensen       | 6−3, 6−3                |
| Finalista | 4.   | 25 de novembre de 1985 | Viena, Àustria                       | Dura (i)     | Sergio Casal           | Mike De Palmer Gary Donnelly           | 4−6, 3−6                |
| Finalista | 5.   | 14 d'abril de 1986     | Bari, Itàlia                         | Terra batuda | Sergio Casal           | Gary Donnelly Tomáš Šmíd               | 6−2, 4−6, 4−6           |
| Guanyador | 4.   | 12 de maig de 1986     | Múnic                                | Terra batuda | Sergio Casal           | Broderick Dyke Wally Masur             | 6−3, 4−6, 6−3           |
| Guanyador | 5.   | 12 de maig de 1986     | Florència, Itàlia                    | Terra batuda | Sergio Casal           | Mike De Palmer Gary Donnelly           | 6−4, 7−6                |
| Guanyador | 6.   | 14 de juliol de 1986   | Gstaad, Suïssa                       | Terra batuda | Sergio Casal           | Stefan Edberg Joakim Nyström           | 6−3, 3−6, 6−3           |
| Guanyador | 7.   | 28 de juliol de 1986   | Båstad                               | Terra batuda | Sergio Casal           | Craig Campbell Joey Rive               | 6−4, 6−2                |
| Guanyador | 8.   | 22 de setembre de 1986 | Hamburg, Alemanya                    | Terra batuda | Sergio Casal           | Boris Becker Eric Jelen                | 6−4, 6−1                |
| Guanyador | 9.   | 9 de febrer 1987       | Filadèlfia, Estats Units             | Moqueta      | Sergio Casal           | Christo Steyn Danie Visser             | 3−6, 6−1, 7−6           |
| Finalista | 6.   | 16 de febrer de 1987   | Memphis, Estats Units                | Dura (i)     | Sergio Casal           | Anders Järryd Jonas Svensson           | 4−6, 2−6                |
| Finalista | 7.   | 6 d0'abril de 1987     | Milà, Itàlia                         | Moqueta      | Sergio Casal           | Boris Becker Slobodan Živojinović      | 6−3, 3−6, 4−6           |
| Guanyador | 10.  | 20 d'abril de 1987     | Niça, França                         | Terra batuda | Sergio Casal           | Claudio Mezzadri Gianni Ocleppo        | 6−3, 6−3                |
| Finalista | 8.   | 11 de maig de 1987     | Múnic (2)                            | Terra batuda | Sergio Casal           | Jim Pugh Blaine Willenborg             | 6−7, 6−4, 4−6           |
| Guanyador | 11.  | 15 de juny de 1987     | Bolonya, Itàlia                      | Terra batuda | Sergio Casal           | Claudio Panatta Blaine Willenborg      | 6−3, 6−2                |
| Finalista | 9.   | 6 de juliol de 1987    | Wimbledon, Regne Unit                | Gespa        | Sergio Casal           | Ken Flach Robert Seguso                | 6−3, 7−6, 6−7, 1−6, 4−6 |
| Guanyador | 12.  | 20 de juliol de 1987   | Bordeus, França                      | Terra batuda | Sergio Casal           | Darren Cahill Mark Woodforde           | 6−3, 6−3                |
| Finalista | 10.  | 3 d'agost de 1987      | Båstad (2)                           | Terra batuda | Javier Sánchez Vicario | Stefan Edberg Anders Järryd            | 6−7, 3−6                |
| Guanyador | 13.  | 10 d'agost de 1987     | Kitzbühel (2)                        | Terra batuda | Sergio Casal           | Miloslav Mečíř Tomáš Šmíd              | 7−6, 7−6                |
| Finalista | 11.  | 21 de setembre de 1987 | Madrid, Espanya                      | Terra batuda | Sergio Casal           | Carlos Di Laura Javier Sánchez Vicario | 3−6, 6−3, 4−6           |
| Finalista | 12.  | 26 d'octubre de 1987   | Viena (2)                            | Dura (i)     | Javier Sánchez Vicario | Mel Purcell Tim Wilkison               | 3−6, 5−7                |
| Guanyador | 14.  | 30 de novembre de 1987 | Itaparica, Brasil                    | Dura         | Sergio Casal           | Jorge Lozano Diego Pérez               | 6−2, 6−2                |
| Guanyador | 15.  | 18 d'abril de 1988     | Madrid                               | Terra batuda | Sergio Casal           | Jason Stoltenberg Todd Woodbridge      | 6−7, 7−6, 6−4           |
| Guanyador | 16.  | 25 d'abril de 1988     | Montecarlo, Mònaco                   | Terra batuda | Sergio Casal           | Henri Leconte Ivan Lendl               | 6−1, 6−3                |
| Guanyador | 17.  | 6 de juny de 1988      | Roland Garros, França                | Terra batuda | Andrés Gómez           | John Fitzgerald Anders Järryd          | 6−3, 6−7, 6−4, 6−3      |
| Guanyador | 18.  | 13 de juny de 1988     | Bolonya (2)                          | Terra batuda | Javier Sánchez Vicario | Rolf Hertzog Marc Walder               | 6−1, 7−6                |
| Finalista | 13.  | 11 de juliol de 1988   | Gstaad                               | Terra batuda | Andrés Gómez           | Petr Korda Milan Šrejber               | 6−7, 6−7                |
| Guanyador | 19.  | 18 de juliol de 1988   | Stuttgart, Alemanya                  | Terra batuda | Sergio Casal           | Anders Järryd Michael Mortensen        | 4−6, 6−3, 6−4           |
| Guanyador | 20.  | 1 d'agost de 1988      | Hilversum, Països Baixos             | Terra batuda | Sergio Casal           | Magnus Gustafsson Guillermo Pérez      | 7−6, 6−3                |
| Guanyador | 21.  | 8 d'agost de 1988      | Kitzbühel (3)                        | Terra batuda | Sergio Casal           | Joakim Nyström Claudio Panatta         | 6−4, 7−5                |
| Guanyador | 22.  | 12 de setembre de 1988 | US Open                              | Dura         | Sergio Casal           | Rick Leach Jim Pugh                    | Renúncia                |
| Guanyador | 23.  | 19 de setembre de 1988 | Barcelona (2)                        | Terra batuda | Sergio Casal           | Claudio Mezzadri Diego Pérez           | 6−4, 6−3                |
| Finalista | 14.  | 26 de setembre de 1988 | Jocs Olímpics, Seül, Corea del Sud   | Dura         | Sergio Casal           | Ken Flach Robert Seguso                | 3−6, 4−6, 7−6, 7−6, 7−9 |
| Guanyador | 24.  | 28 de novembre de 1988 | Itaparica (2)                        | Dura         | Sergio Casal           | Jorge Lozano Todd Witsken              | 7−6, 7−6                |
| Finalista | 15.  | 11 de desembre de 1988 | Masters Doubles, Londres, Regne Unit | Moqueta      | Sergio Casal           | Rick Leach Jim Pugh                    | 4−6, 3−6, 6−2, 0−6      |
| Guanyador | 25.  | 15 de maig de 1989     | Hamburg (2)                          | Terra batuda | Javier Sánchez Vicario | Boris Becker Eric Jelen                | 6−4, 6−1                |
| Guanyador | 26.  | 7 d'agost de 1989      | Kitzbühel (4)                        | Terra batuda | Javier Sánchez Vicario | Petr Korda Tomáš Šmíd                  | 7–5, 7–6                |
| Finalista | 16.  | 8 de gener de 1990     | Wellington, Nova Zelanda             | Dura         | Sergio Casal           | Kelly Evernden Nicolás Pereira         | 4–6, 6–7                |
| Guanyador | 27.  | 19 de febrer de 1990   | Brussel·les, Bèlgica                 | Moqueta      | Slobodan Živojinović   | Goran Ivanišević Balázs Taróczy        | 7–5, 6–3                |
| Guanyador | 28.  | 9 d'abril de 1990      | Estoril, Portugal                    | Terra batuda | Sergio Casal           | Omar Camporese Paolo Canè              | 7–5, 4–6, 7–5           |
| Finalista | 17.  | 16 d'abril de 1990     | Barcelona                            | Terra batuda | Sergio Casal           | Andrés Gómez Javier Sánchez Vicario    | 6–7, 5–7                |
| Guanyador | 29.  | 21 de maig de 1990     | Roma, Itàlia                         | Terra batuda | Sergio Casal           | Jim Courier Martin Davis               | 7–6, 7–5                |
| Guanyador | 30.  | 11 de juny de 1990     | Roland Garros (2)                    | Terra batuda | Sergio Casal           | Goran Ivanišević Petr Korda            | 7–5, 6–3                |
| Guanyador | 31.  | 16 de juliol de 1990   | Gstaad (2)                           | Terra batuda | Sergio Casal           | Omar Camporese Javier Sánchez Vicario  | 6–3, 3–6, 7–5           |
| Guanyador | 32.  | 30 de juliol de 1990   | Hilversum (2)                        | Terra batuda | Sergio Casal           | Paul Haarhuis Mark Koevermans          | 7–5, 7–5                |
| Guanyador | 33.  | 1 d'octubre de 1990    | Palerm                               | Terra batuda | Sergio Casal           | Carles Costa Horacio de la Peña        | 6–3, 6–4                |
| Finalista | 18.  | 25 de novembre de 1990 | Doubles Championships, Austràlia     | Dura         | Sergio Casal           | Guy Forget Jakob Hlasek                | 4–6, 6–7, 7–5, 4–6      |
| Guanyador | 34.  | 14 de gener de 1991    | Auckland, Nova Zelanda               | Dura         | Sergio Casal           | Grant Connell Glenn Michibata          | 4–6, 6–3, 6–4           |
| Guanyador | 35.  | 25 de febrer de 1991   | Stuttgart Indoor, Alemanya           | Moqueta      | Sergio Casal           | Jeremy Bates Nick Brown                | 6–3, 7–5                |
| Guanyador | 36.  | 13 de maig de 1991     | Hamburg (3)                          | Terra batuda | Sergio Casal           | Cassio Motta Danie Visser              | 4–6, 6–3, 6–2           |
| Guanyador | 37.  | 22 de juliol de 1991   | Stuttgart (2)                        | Terra batuda | Wally Masur            | Omar Camporese Goran Ivanišević        | 4–6, 6–3, 6–4           |
| Finalista | 19.  | 26 d'agost de 1991     | Schenectady, Estats Units            | Dura         | Andrés Gómez           | Javier Sánchez Vicario Todd Woodbridge | 6–3, 6–7, 6–7           |
| Finalista | 20.  | 30 de setembre de 1991 | Palerm (2)                           | Terra batuda | Javier Sánchez Vicario | Jacco Eltingh Tom Kempers              | 6–3, 3–6, 3–6           |
| Guanyador | 38.  | 4 de novembre de 1991  | Buzios, Brasil                       | Dura         | Sergio Casal           | Javier Frana Leonardo Lavalle          | 4–6, 6–3, 6–4           |
| Guanyador | 39.  | 13 de gener de 1992    | Sydney, Austràlia                    | Dura         | Sergio Casal           | Scott Davis Kelly Jones                | 3–6, 6–1, 6–4           |
| Finalista | 21.  | 10 de febrer de 1992   | Milà (2)                             | Moqueta      | Sergio Casal           | Neil Broad David Macpherson            | 7–5, 5–7, 4–6           |
| Guanyador | 40.  | 11 de maig de 1992     | Hamburg (4)                          | Terra batuda | Sergio Casal           | Carl-Uwe Steeb Michael Stich           | 5−7, 6−4, 6−3           |
| Guanyador | 41.  | 27 de juliol de 1992   | Kitzbühel (5)                        | Terra batuda | Sergio Casal           | Horacio de la Peña Vojtěch Flégl       | 6−1, 6−2                |
| Finalista | 22.  | 31 d'agost de 1992     | Schenectady (2)                      | Dura         | Sergio Casal           | Jacco Eltingh Paul Haarhuis            | 3−6, 4−6                |
| Guanyador | 42.  | 21 de setembre de 1992 | Bordeus (2)                          | Terra batuda | Sergio Casal           | Arnaud Boetsch Guy Forget              | 6−1, 6−4                |
| Finalista | 23.  | 12 d'abril de 1993     | Barcelona (2)                        | Terra batuda | Sergio Casal           | Shelby Cannon Scott Melville           | 6−7, 1−6                |
| Guanyador | 43.  | 21 de juny de 1993     | Gènova, Itàlia                       | Terra batuda | Sergio Casal           | Mark Koevermans Greg Van Emburgh       | 6−3, 7−6                |
| Guanyador | 44.  | 4 d'octubre de 1993    | Palerm (2)                           | Terra batuda | Sergio Casal           | Juan Garat Jorge Lozano                | 6−3, 6−3                |
| Guanyador | 45.  | 18 d'octubre de 1993   | Tel-Aviv, Israel                     | Dura         | Sergio Casal           | Mike Bauer David Rikl                  | 6−4, 6−4                |
| Guanyador | 46.  | 8 de novembre de 1993  | São Paulo, Brasil                    | Terra batuda | Sergio Casal           | Pablo Albano Javier Frana              | 4−6, 7−6, 6−4           |
| Finalista | 24.  | 15 de novembre de 1993 | Buenos Aires, Argentina              | Terra batuda | Sergio Casal           | Tomàs Carbonell Carles Costa           | 4−6, 4−6                |
| Guanyador | 47.  | 11 de juliol de 1994   | Gstaad (2)                           | Terra batuda | Sergio Casal           | Menno Oosting Daniel Vacek             | 7−6, 6−4                |
| Finalista | 25.  | 8 d'agost de 1994      | Kitzbühel                            | Terra batuda | Sergio Casal           | David Adams Andrei Olkhovski           | 7−6, 3−6, 5−7           |
| Finalista | 26.  | 7 de novembre de 1994  | Montevideo, Uruguai                  | Terra batuda | Sergio Casal           | Marcelo Filippini Luiz Mattar          | 6−7, 4−6                |
| Guanyador | 48.  | 14 de novembre de 1994 | Buenos Aires                         | Terra batuda | Sergio Casal           | Tomàs Carbonell Francisco Roig         | 6−3, 6−2                |
| Guanyador | 49.  | 8 de maig de 1995      | Atlanta, Estats Units                | Terra batuda | Sergio Casal           | Jared Palmer Richey Reneberg           | 6−7, 6−3, 7−6           |
| Finalista | 27.  | 22 de maig de 1995     | Coral Springs, Estats Units          | Terra batuda | Sergio Casal           | Todd Woodbridge Mark Woodforde         | 3−6, 1−6                |
| Guanyador | 50.  | 6 de novembre de 1995  | Montevideo                           | Terra batuda | Sergio Casal           | Jiří Novák David Rikl                  | 2−6, 7−6, 7−6           |
| Finalista | 28.  | 11 de març de 1996     | Acapulco, Mèxic                      | Terra batuda | Nicolás Pereira        | Donald Johnson Francisco Montana       | 2−6, 4−6                |
| Finalista | 29.  | 30 de setembre de 1996 | Palerm (3)                           | Terra batuda | Cristian Brandi        | Andrew Kratzmann Marcos Ondruska       | 6−7, 4−6                |

#### Períodes com a número 1
| Núm. | Precedit per  | Dates                   | Succeït per   | Setmanes | Acumulat |
| ---- | ------------- | ----------------------- | ------------- | -------- | -------- |
| 1.   | Anders Järryd | 03/04/1989 − 16/04/1989 | Anders Järryd | 2        | 2        |
| 2.   | Anders Järryd | 15/05/1989 − 11/06/1989 | Jim Grabb     | 4        | 6        |

### Dobles mixts: 3 (2−1)
| Resultat  | Núm. | Data               | Torneig               | Superfície   | Parella                 | Oponents en la final         | Marcador      |
| --------- | ---- | ------------------ | --------------------- | ------------ | ----------------------- | ---------------------------- | ------------- |
| Guanyador | 1.   | 25 de maig de 1987 | Roland Garros, França | Terra batuda | Pam Shriver             | Lori McNeil Sherwood Stewart | 6−3, 7−6(4)   |
| Guanyador | 2.   | 31 d'agost de 1987 | US Open, Estats Units | Dura         | Martina Navrátilová     | Betsy Nagelsen Paul Annacone | 6−4, 6−7, 7−6 |
| Finalista | 1.   | 26 d'agost de 1991 | US Open               | Dura         | Arantxa Sánchez Vicario | Manon Bollegraf Tom Nijssen  | 2−6, 6−7      |

### Equips: 2 (1−1)
| Resultat  | Núm. | Data               | Torneig                       | Superfície | Equip                   | Oponents                  | Marcador |
| --------- | ---- | ------------------ | ----------------------------- | ---------- | ----------------------- | ------------------------- | -------- |
| Guanyador | 1.   | 1 de gener de 1990 | Copa Hopman, Perth, Austràlia | Dura       | Arantxa Sánchez Vicario | John McEnroe Pam Shriver  | 2−1      |
| Finalista | 1.   | 1993               | Copa Hopman                   | Dura       | Arantxa Sánchez Vicario | Steffi Graf Michael Stich | 0−2      |

## Trajectòria

### Individual
| Open d'Austràlia | A    | A           | A           | A           | A     | A           | 1R          | 1R          | 4R    | 1R          | 2R          | A           | 1R   | A    | 0 / 6     | 4 – 6     |
| Roland Garros | 4R   | 3R          | 4R          | 4R          | QF    | A           | 1R          | 2R          | 4R    | 1R          | 1R          | 2R          | A    | A    | 0 / 11    | 20 – 11   |
| Wimbledon | 1R   | A           | 1R          | 4R          | 2R    | A           | A           | 1R          | 1R    | A           | A           | A           | 1R   | A    | 0 / 7     | 4 – 7     |
| US Open | A    | A           | 1R          | 3R          | QF    | 3R          | 4R          | 4R          | 4R    | 1R          | 1R          | 2R          | A    | A    | 0 / 10    | 18 – 10   |
| Jocs Olímpics | 2R   | No celebrat | No celebrat | No celebrat | 2R    | No celebrat | No celebrat | No celebrat | QF    | No celebrat | No celebrat | No celebrat | A    | NC   | 0 / 3     | 5 – 3     |
| ATP Championships | A    | A           | A           | A           | A     | A           | RR          | A           | A     | A           | A           | A           | A    | A    | 0 / 1     | 0 – 3     |
| Total Victòries–Derrotes                                                                                                   | 9–12 | 17–14       | 54–25       | 64–28       | 43–24 | 38–17       | 50–25       | 43–25       | 48–27 | 28–26       | 17–26       | 13–22       | 7–16 | 0–4  | 427 − 291 | 427 − 291 |
| Rànquing a final d'any | 111  | 64          | 16          | 17          | 17    | 19          | 8           | 14          | 21    | 41          | 74          | 108         | 173  | 1056 |           |           |
| Llegenda: G: Guanyador; F: Finalista; SF: Semifinalista; QF: Quarts de final; Q: Qualificació; A: Absent; RR: Round Robin; |      |             |             |             |       |             |             |             |       |             |             |             |      |      |           |           |

### Dobles masculins
| Open d'Austràlia | A           | A           | NC          | A           | A     | A           | 2R          | 1R          | 2R  | 2R          | 2R          | A           | 2R    | A   | 0 / 6     | 5 – 6     |
| Roland Garros | 1R          | 1R          | QF          | 2R          | G     | A           | G           | 3R          | 1R  | QF          | QF          | 2R          | A     | 1R  | 2 / 12    | 25 – 10   |
| Wimbledon | A           | 1R          | QF          | F           | 2R    | A           | A           | A           | A   | A           | A           | A           | A     | 2R  | 0 / 5     | 10 – 5    |
| US Open | A           | A           | 1R          | SF          | G     | 2R          | 2R          | 3R          | QF  | 1R          | 2R          | SF          | A     | A   | 0 / 10    | 21 – 9    |
| Jocs Olímpics | No celebrat | No celebrat | No celebrat | No celebrat | F     | No celebrat | No celebrat | No celebrat | QF  | No celebrat | No celebrat | No celebrat | A     | NC  | 0 / 2     | 6 – 2     |
| ATP Championships | A           | QF          | RR          | SF          | F     | A           | F           | SF          | RR  | RR          | A           | A           | A     | A   | 0 / 7     | 12 – 16   |
| Total Victòries–Derrotes                                                                                                   | 6–11        | 35–19       | 50–28       | 71–23       | 63–14 | 24–13       | 49–17       | 47–19       | 0–0 | 48–25       | 33–26       | 31–23       | 18–15 | 5–9 | 480 − 242 | 480 − 242 |
| Rànquing a final d'any | 115         | 27          | 29          | 8           | 5     | 27          | 9           | 13          | 22  | 24          | 29          | 34          | 75    | 208 |           |           |
| Llegenda: G: Guanyador; F: Finalista; SF: Semifinalista; QF: Quarts de final; Q: Qualificació; A: Absent; RR: Round Robin; |             |             |             |             |       |             |             |             |     |             |             |             |       |     |           |           |